# Sela Žakanjska
Sela Žakanjska falu Horvátországban, Károlyváros megyében. Közigazgatásilag Žakanjéhoz tartozik.

## Fekvése
Károlyvárostól 21 km-re északnyugatra, községközpontjától keletre fekszik.

## Története
1857-ben 189, 1910-ben 202 lakosa volt. A trianoni békeszerződésig Zágráb vármegye Károlyvárosi járásához tartozott. 2011-ben 68-an lakták.

## Lakosság
| Lakosság változása | Lakosság változása | Lakosság változása | Lakosság változása | Lakosság változása | Lakosság változása | Lakosság változása | Lakosság változása | Lakosság változása | Lakosság változása | Lakosság változása | Lakosság változása | Lakosság változása | Lakosság változása | Lakosság változása | Lakosság változása |
| ------------------ | ------------------ | ------------------ | ------------------ | ------------------ | ------------------ | ------------------ | ------------------ | ------------------ | ------------------ | ------------------ | ------------------ | ------------------ | ------------------ | ------------------ | ------------------ |
| 1857               | 1869               | 1880               | 1890               | 1900               | 1910               | 1921               | 1931               | 1948               | 1953               | 1961               | 1971               | 1981               | 1991               | 2001               | 2011               |
| 189                | 246                | 247                | 242                | 218                | 202                | 200                | 199                | 201                | 197                | 165                | 232                | 125                | 145                | 93                 | 68                 |

## Nevezetességei
A Május Királynője a Szentséges Szűzanya tiszteletére szentelt kápolnája.